# Aeródromo de Bad Gandersheim
El Aeródromo de Bad Gandersheim es un aeródromo alemán situado a un kilómetro al sur de Bad Gandersheim en el distrito de Northeim en el estado federado de Baja Sajonia, Alemania.